# Ruellia odorata
Ruellia odorata är en akantusväxtart som beskrevs av E.A.Tripp och Mcdade. Ruellia odorata ingår i släktet Ruellia och familjen akantusväxter. Inga underarter finns listade i Catalogue of Life.